# الدولة الإسماعيلية النزارية
الدولة الإسماعيلية النزارية هي دولة شيعية إسماعيلية نزارية أسسها الحسن بن الصباح بعد أن استولى على قلعة ألموت سنة 482 هـ. كانت سمة هذه الدولة هي السيطرة على قلاع في بقاع مختلفة في بلاد فارس وسورية وبقيت إلى منتصف القرن السابع الهجري، حيث سقطت القلاع في إيران في يد هولاكو زعيم المغول (آخرها كان ألموت حين كان يقودها ركن الدين خورشاه) وأجهز عليهم المماليك في سورية بعد ذلك بقليل الظاهر بيبرس.
اتخذت دولة الحشاشين من القلاع الحصينة في قمم الجبال معقلاً لنشر الدعوة الإسماعيلية النزارية في إيران والشام. ممَّا أكسبها عداءً شديدًا مع الخلافة العباسية والفاطمية والدول والسلطنات الكبرى التابعة لهما كالسلاجقة والخوارزميين والزنكيين والأيوبيين بالإضافة إلى الصليبيين، إلا أن جميع تلك الدول فشلت في استئصالهم طوال عشرات السنين من الحروب.
كانت الاستراتيجية العسكرية للحشاشين تعتمد على الاغتيالات التي يقوم بها «فدائيون» لا يأبهون بالموت في سبيل تحقيق هدفهم. حيث كان هؤلاء الفدائيون يُلقون الرعب في قلوب الحكّام والأمراء المعادين لهم، وتمكنوا من اغتيال العديد من الشخصيات المهمة جداً في ذلك الوقت؛ مثل الوزير السلجوقي نظام الملك والخليفة العباسي المسترشد والراشد وملك بيت المقدس كونراد.

## التسمية
عرفت هذه الدولة بعدة تسميات منها دولة الحشاشين والدولة النزارية نسبة إلى الإمام العبيدي في مصر (نزار) ودولة الفدائيين لافتدائهم حياتهم نصرة لمذهبهم والدولة الإسماعيلية الشرقية كونها تقع شرق العراق والشام وسماها المستشرق برناد لويس «الدعوة الإسماعيلية الجديدة الحشيشية» وذلك عنوان كتابه.

## التاريخ

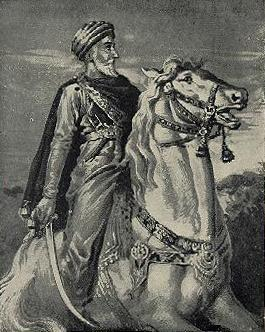
حسن الصباح زعيم فرقة الدعوة الجديدة (الحشاشون)

### التأسيس
بعد دراسة عقائد المذهب الإسماعيلي في مصر.غادر حسن الصباح القاهرة نتيجة خلافات سياسية.فوصل أصفهان سنة 1081 م. ليبدأ رحلته في نشر تعاليم العقيدة الإسماعيلية، وركّز جهوده على أقصى الشمال الفارسي، وبالتحديد على الهضبة المعروفة بإقليم الديلم واستطاع أن يكسب الكثير من الأنصار في تلك المنطقة.
ولم يكن حسن الصباح مشغولاً فقط بكسب الأنصار لقضيته؛ وإنما كان مشغولاً أيضاً بإيجاد قاعدة لنشر العقيدة الإسماعيلية في كل البلاد للابتعاد عن خطر السلاجقة حيث فضل معقلاً نائياً ومنيعاً وملاذاً آمناً للإسماعيليين، فوقع اختياره على قلعة ألموت. قلعة ألموت هي حصن مقام فوق طنب ضيق على قمة صخرة عالية في قلب جبال البورج، ويسيطر على وادٍ مغلق صالح للزراعة يبلغ طوله ثلاثين ميلاً وأقصى عرضه ثلاثة أميال والقلعة ترتفع أكثر من 6000 قدم فوق سطح الأرض، ولا يمكن الوصول إليها إلا عبر طريق ضيق شديد الانحدار.
أستطاع حسن الصباح من دخول القلعة سرا يوم الأربعاء الموافق 4 سبتمبر 1090م بفضل أنصاره المتخفين داخل القلعة وظل متخفياً داخلها لفترة وجيزة قبل أن يسيطر على كامل القلعة وأخرج مالكها القديم بعد أن أعطاه 3000 دينار ذهبي ثمناً لها. وبذلك أصبح سيّداً لقلعة الموت، ولم يغادرها طيلة 35 عاماً حتى وفاته.
وكانوا بهذه الفترة يمثّلون امتداداً للدولة الفاطمية في القاهرة قبل حدوث الانشقاق.

### الانشقاق عن الدولة الفاطمية
أخذت الدولة الفاطمية على عاتقها نشر العقيدة الإسماعيلية في معظم المناطق الإسلامية وقد حققت بذلك نجاحات كبيرة في مصر واليمن والحجاز وبلاد الشام إلا أن نشر الدعوة في بلاد فارس قد شكل تحديا مهما للفاطميين. وذلك لأن إيران كانت بعيدة عن سلطة الدولة الفاطمية ووقوعها تحت الحكم السلجوقي السني الذي كان لا يتواني عن قمع أي حركة إسماعيلية. إلا أن هناك كثير من الدعاة كانوا مستعدين لتحمل تلك المخاطر في سبيل نشر عقيدتهم. وكان من هؤلاء الدعاة حسن الصباح.
ولد حسن الصباح لاسرة شيعية اثنا عشرية واعتنق الإسماعيلية فيما بعد. وانتقل إلى القاهرة سنة 471 هـ\1078م لتعلم عقائد مذهبه الجديد بشكل أكبر.
كانت الدولة الفاطمية في تلك الفترة تعاني الكثير من المتاعب والفوضى الداخلية والخارجية. الأمر الذي أجبر الخليفة والإمام الفاطمي المستنصر بالله على الاستعانة بواليه على عكا بدر الدين الجمالي. وإعطائه الصلاحيات المطلقة. نجح بدر الدين من تخليص الدولة إلا انه استبد بالحكم حتى أصبح هو الحاكم الفعلي للدولة من دون الخليفة.
كان حسن شديد العداء لبدر الدين الجمالي حتى أنه أُبعد عن القاهرة وعاد إلى أصفهان عام 473 هـ\1081م في ظل ظروف غامضة وبأمر من بدر الجمالي.
بلغت سطوة بدر الجمالي أن عهد بالوزارة لابنه الأفضل شاهنشاه الذي كان يشاركه في أعمال الوزارة فلما توفي بدر في جمادى الأولى (487 هـ =1094 م) خلفه ابنه في الوزارة، وأقره الخليفة على منصبه، ثم لم يلبث أن توفي المستنصر بعد ذلك بشهور في (18 من ذي الحجة سنة 487 هـ =29 ديسمبر 1094م) عن عمر يناهز سبعة وستين عامًا، وبعد حكم دام نحو ستين عامًا.
وكان الخليفة المستنصر قد سمى أكبر أولاده نزار المصطفى لدين الله خلفا له في الإمامة والخلافة. إلا أن للوزير الأفضل الذي كان يهدف لتقوية مركزه الدكتاتوري خططا أخرى. فسارع للتحرك عقب وفاة الخليفة المستنصر مباشرة في خطوة وصلت إلى حد الانقلاب في القصر. فقام بتنصيب الاخ الغير شقيق لنزار «أحمد» على راس العرش الفاطمي ولقبه بالمستعلي بالله.
وكان على المستعلي بالله اصغر أبناء المستنصر وابن اخت الوزير الاعتماد الكلي على وزيره القوي. سارع نزار المخلوع إلى الفرار إلى الإسكندرية وأعلن من هناك الثورة. وحققت ثورته نجاحات كبيرة.وتقدمت قواته إلى مشارف القاهرة الا انها ما لبثت ان تعرضت لهزيمة كبيرة وقع على اثرها نزار في ايدي جنود الأفضل ليسجن ويقتل.
وكان الخليفة المستنصر قد أبلغ حسن الصباح أن الإمام من بعده سيكون نزار. لذلك فهو لم يتردد في تأييد قضية نزار وقطع روابطه بنظام الحكم الفاطمي وأعتبر المستعلي بالله غاصبا للخلافة والإمامة واتبعه بذلك جل الإسماعيليين في فارس.وبايع نزار وابنه الهادي من بعده على الإمامة ليُعرفوا فيما بعد بالإسماعيلية النزارية. وبمرور الوقت استطاع «النزاريون» الثأر لنزار وذلك باغتيال الوزير الأفضل سنة 1121م وفي عام 524 هـ\1130م تم اغتيال الخليفة الفاطمي الآمر بأحكام الله في القاهرة من قبل عشرة حشاشين.

### في بلاد الشام

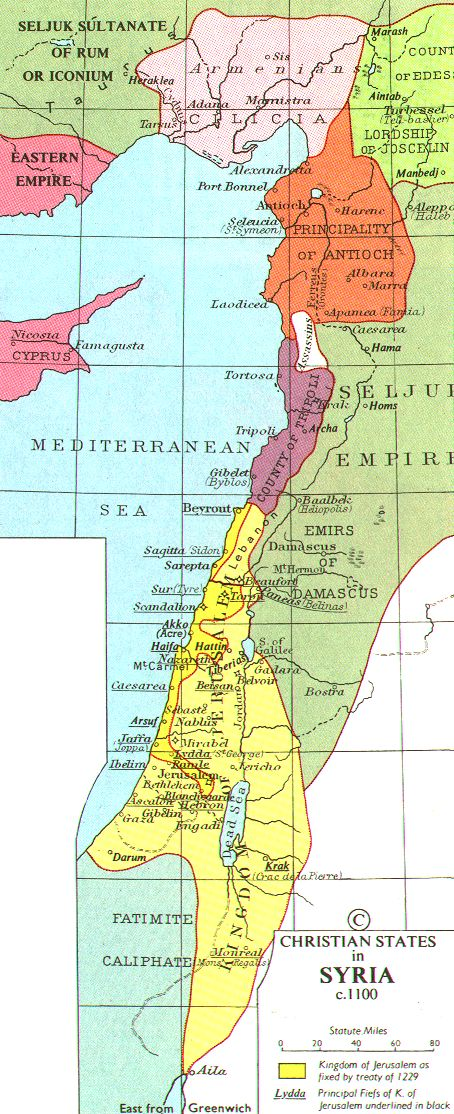
دولة الحشاشين باللون الأبيض بين إمارة أنطاكية وكونتية طرابلس الصليبيتين

فيما كان حسن الصباح ما زال يحكم قلعة ألموت، قامت مجموعة صغيرة من أتباعه برحلة طويلة خطرة عبر أراضي العدو نحو الغرب. وكانت سورية هي وجهتهم، وكان هدفهم نشر «الدعوة الجديدة» إلى تلك المنطقة. وقد مر كفاحهم لتدعيم أنفسهم هناك بثلاث مراحل.

#### المرحلة الأولى 496-506 هـ / 1103-1113 م
تمكن الإسماعيليون الجدد ان يجعلوا حلب مركزاً لهم في نشر دعوتهم وذلك برضا الحاكم السلجوقي لحلب رضوان حيث سمح لأسعد أبو القنج الباطني المعروف بالحكيم المنجم وتابعه أبوطاهر الصائغ العجمي بممارسة شعائرهم والدعوة لمذهبهم. وكان رضوان بحاجة إلى حليف قوي في الداخل لمواجهة مؤامرات خصومه، حيث وجد ضالته فيهما فأطلق لهما حرية العمل وسمح لهما ببناء دار للدعوة في حلب. وكانت لحلب مزايا كثيرة تجذب الحشاشين فالمدينة يسكنها عدد كبير من الشيعة الاثنا عشرية وهي مجاورة لمناطق الشيعة الأخرى في جبل سماق وجبل البهرة. وقد كان قاضي حلب فضل الله الزوزني العجمي الحنفي أول ضحاياهم حيث كان يهاجم معتقداتهم. ثم قام الحشاشون بأول عمليات اغتيال مثيرة في أول مايو 1103 م \ 496 هـ عندما اغتال اثنان من الحشاشين متنكرين بثياب متصوفين جناح الدولة حسين أمير حمص أثناء صلاة الجمعة وكان شديد العداء لرضوان.
وبعد مقتل جناح الدولة تولى زعامة الحشاشين أبو طاهر الصائغ. والذي كان متحمسا لمزيد من الانتشار الإسماعيلي في سوريا. ففي سنة 499 هـ / 1105 م شن الإسماعيليون أول هجوم لهم على حصن أفاميا حيث تمكنوا من الاستيلاء عليها وقتل أميرها خلف بن ملاعب في 3 فبراير 1106 م. وسرعان ماوصل أبو طاهر الصائغ لتولي القيادة بنفسه. وضلت أفاميا بأيديهم حتى قام الأمير تانكرد حاكم إمارة أنطاكية الصليبية بمحاصرة المدينة وارغمها على الاستسلام في 13 محرم 500 هـ / 15 سبتمبر 1106 م. فقتلوا أبو القنج السرميني واطلقوا سراح أبو طاهر وبعض زملائه بعد فترة. ليعودا إلى حلب مرة أخرى.
وفي عام 1113 م أحرز الإسماعيلييون أكثر ضرباتهم طموحا حتى ذاك الحين باغتيال الأمير مودود في دمشق وهو الحاكم السلجوقي للموصل، إلا أن سطوتهم لم تدم طويلا، فقد توفي أكثر المدافعين عن الحشاشين رضوان بن تتش يوم 29 جمادى الآخر 507 هـ / 10 ديسمبر 1113 م ليتولى ابنه ألب ارسلان الحكم.
اتبع الب ارسلان سياسه أبوه بالنسبة للتعامل مع الحشاشين في حلب ولكن لم يلبث ان حدث رد فعل فقد وصل إليه خطاب من السلطان السلجوقي محمد بن ملكشاه يحذره من الخطر الإسماعيلي ويدعوه إلى تدميرهم وقام ابن البديع قائد الشرطة للمدينة بالتقاط المبادرة وحرض الحاكم على النيل من الإسماعيليين. وبالفعل قام الحاكم بشن هجوم لم يتوقعه الإسماعيليين في المدينة فاعتقل أبو طاهر وزعماء الطائفة وقتلوا جميعا وتمكن اخرون من الفرار. لتنتهي بهذه النكسة أول مراحل الكفاح الإسماعيلي في بلاد الشام.

#### المرحلة الثانية (1113م-1130م)/(506 هـ-524 هـ)
بالرغم من النكسة في حلب إلا أن الإسماعيليين الجدد لم يتراجعوا عن طموحهم في نشر دعوتهم. ففي عام 1114م قامت قوة مكونة من مائة إسماعيلي بالاستيلاء على معقل شيزار بعد هجوم مفاجئ بينما كان الحاكم وجنوده في مكان بعيد يشاهدون احتفالات المسيحيين بعيد الفصح. وقد تعرض الحشاشون فور ذلك لهجوم مضاد اوقع بهم الهزيمة.
وحتى في حلب استطاع الإسماعيلييون بالرغم من كارثة 1113م ان يحفظوا لنفسهم بموضع قدم. ففي عام 1119م تم طرد عدوهم ابن البديع من المدينة وهرب إلى ماردين وكان الحشاشون في انتظاره وهو يعبر الفرات فقتلوه.
تمكن خليفة أبو طاهر المعدوم في حلب «بهرام» من نقل النشاط الإسماعيلي جنوبا وسرعان مابدا يلعب دورا نشطا في شؤون دمشق. ففي عام 1126م/520 هـ حدث أول تعاون بين الحشاشين والحاكم التركي لدمشق ظاهر الدين طغتكين حيث اشتركوا سويا في هجوم فاشل شن ضد حصون الصليبيين.
وقام الحاكم الدمشقي بعد ذلك بمنح الإسماعيليون قلعة بانياس على الحدود مع المملكة الصليبية. كما حصلوا في دمشق على بناية اسموها «بيت الدعوة» واتخذوها مقرا لهم. وفي بانياس أعاد بهرام بناء القلعة وبدا حملة من التوسع في المناطق المجاورة. وكان وادي التيم في إقليم الحصيبة يسكنها خليط من الدروز والنصارى وكان يبدو ملائما للتوسع الإسماعيلي. لكن أثناء محاولة الإسماعيليين السيطرة على المنطقة نشب قتال حاد مع سكانها أدى إلى مقتل الزعيم بهرام وانسحاب الإسماعيليين.
ليتولى الزعامة بعده «إسماعيل» وقد سار على سياسة سلفه، واستمر الدعم الدمشقي له وخاصة من الوزير المزرجاني. ولكن سرعان ماجاءت النهاية ففي عام 1128م\522 هـ توفي طغتكين وبعد وفاته حدثت حملة رد فعل تشبه تلك التي حدثت بعد وفاة رضوان في حلب. وجاءت المبادرة من قبل مفرج بن الحسن الصوفي الذي كان شديد العداء للإسماعيليين وقائد شرطة المدينة بتحريض الحاكم «بوري» ابن طغتكين وخليفته على توجيه ضربة قاضية للإسماعيليين والغدر بهم. ففي يوم الأربعاء 4 ستمبر 1129م\523 هـ حدثت هذه الضربة. حيث اغتيل الوزير المزرجاني -باوامر من بوري- وهو جالس في مجلسه يستقبل الزوار وفصل راسه عن جسده ومان انتشر الخبر حتى قام عسكر المدينة ومعهم الرعاع على الحشاشين قتلا ونهبا حتى إذا حل الصباح ابيد الإسماعيليون بالمدينة ولم يعرف عدد الذين قتلوا بالضبط إلا أن أحد المؤرخين قدر العدد ب 20 الف قتيل.
وتحقق إسماعيل ان موقفه في بانياس أصبح بائسا فسلم القلعة للإفرنج مقابل إعطاءه واتباعه الملاذ الأمن ففر ومن معه في اراضيهم حيث توفي في عام 1130م.
وقد اتخذ المسؤلين عن هذه المجزرة الكثير من الاحتياطات لحماية انفسهم من انتقام الحشاشين فارتدوا شباك من الازرد واحاطوا انفسهم بالحراس على مدار الساعة. ولكن بدون جدوى، إذ لم تلبث ان جاءت الضربة من مركز الفرقة في ألموت. ففي 7 مايو 1131م\525 هـ تمكن اثنين من الحشاشين متنكرين بزي جنديين تركيين من الدخول لقصر بوري والانقضاض بشكل السريع على «بوري» وطعنه بالخناجر ليموت بوري متاثرا بجراحه.

#### المرحلة الثالثة (1130م-1150م)/(524 هـ-545 هـ)

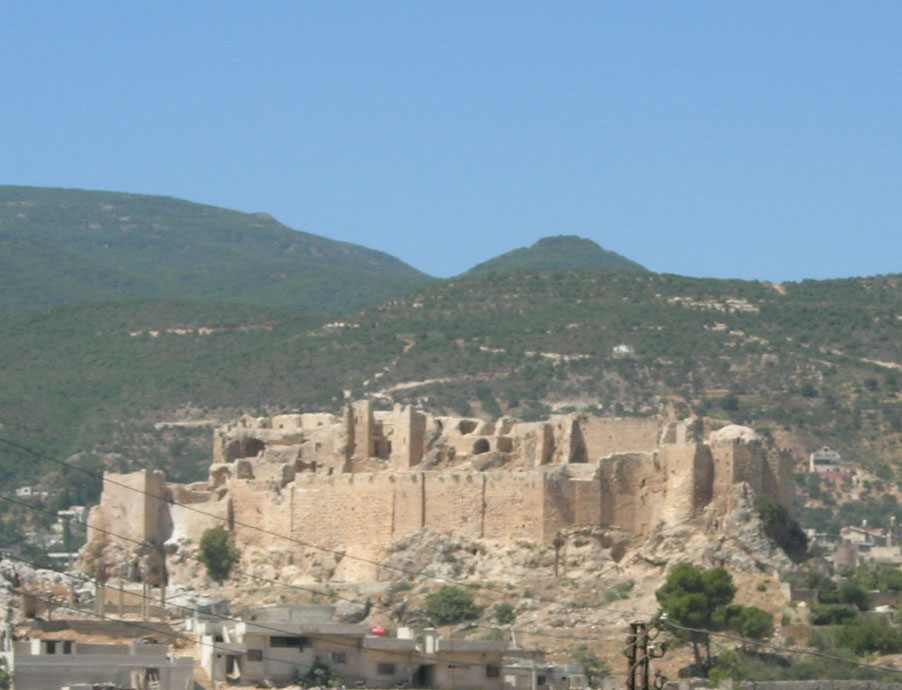
قلعة مصياف

خلال السنوات العشرين التالية حدثت المرحلة الثالثة والناجحة التي استطاع فيها الحشاشون الحصول على قواعد قلاعية لهم في سورية وكانت هذه المرة في جبل البهرة. ففي عام 1132م اشترى الحشاشون قلعة القدموس. وفي عام 1136م تمكن الحشاشون من طرد الإفرنج من الخريبة وسيطروا عليها. وفي عام 1140م تمكنوا من الاستيلاء على قلعة مصيف والتي ستصبح لاحقا أهم معاقلهم وتمكنوا بعدها من السيطرة على قلاع أخرى وهي الخوابي والرصافة والعليقة والمنيقة.
وتبقى علاقات الحشاشين خلال هذه الفترة غامضة بعض الشيء. غير ان من المعروف ان جماعة من الإسماعيليين النزاريين يقودهم شخص اسمه علي بن الوفا قد تعاونوا مع ريموند الانطاكي في حملته على أمير حلب نور الدين زنكي، الذي أثار عداوة الإسماعيليين بسياسته القمعية للشيعة. وقد فقد علي وريموند كلاهما حياتهما على ارض معركة أنب سنة 1149م.
وعقب ذلك بسنوات قليلة في عام 1152م\547 هـ أقدم الحشاشون على أغتيال الكونت ريموند الثاني من طرابلس والذي كان الضحية الإفرنجي الأول الذي يقضي على يد الحشاشين. وقد قام ملك القدس بلدوين الثالث برد هائج بذبح اعداد كبيرة من المسلمين وقام فرسان الهيكل بغزو أراضي الحشاشين واجبروهم بعد سلسلة من الهجمات على دفع أتاوة سنوية بلغت زهاء 2000 قطعة ذهبية.

### أغتيال ملك بيت المقدس
في 28 أبريل 1192م\588 هـ تمكن الحشاشون من توجيه ضربتهم الكبرى باغتيال المركيز كونراد من مونفيراتو "Conrad of Montferrat" ملك بيت المقدس بينما كان في صور. حيث تخفى مغتالوه في زي رهبان مسيحيين وشقوا طريقهم إلى خلوة الأسقف والمركيز وعندما سنحت الفرصة طعنوه حتى الموت.

## نهاية الدولة
كان الحشاشون في سورية قد شاركوا غيرهم من المسلمين في التصدي للتهديد المغولي، وحاولوا كسب ثقة المماليك - الظاهر بيبرس بارسال السفارات والهدايا ولم يبد بيبرس في بداية الامر عداء نحوهم. غير ان بيبرس لايمكن ان يتوقع منه التسامح ازاء استمرار وجود جيب مستقل في قلب سورية ففي عام 1265م امر بجمع الضرائب والرسوم على الحشاشين ولم يكن باستطاعة الحشاشين الذين اضعفوا في سورية واثبطت عزيمتهم نتيجة مصير اخوانهم الفارسيين ان يبدوا مقاومة تذكر.
فأصبحوا هم يدفعون الجزية بدلا من اخذها من امراء الدول المجاورة وسرعان ماأصبح بيبرس هو الذي يعين رؤساء الحشاشين ويخلعهم بدلا من ألموت. ففي عام 1270 م استاء بيبرس من موقف رئيس الحشاشين المسن نجم الدين فخلعه وعين بدله سريم الدين مبارك، وكان الرئيس الجديد يحكم من منصبه كممثل لبيبرس واسثنيت مصيف من سلطته وجعلت تحت السيطرة المباشرة لبيبرس. ولكن سريم الدين استطاع ان يضم مصيف إلى املاكه فعزله بيبرس وجاء به سجينا إلى القاهرة حيث مات مسموما هناك.
واستولى عام 1271م\669 هـ على قلعتي «العليقة» و«الرصافة» وسقطت قلعة «الخوابي» في العام نفسه لتسقط بقيه القلاع عام 1273م\671 هـ لتنتهي بذلك دولة الحشاشين في بلاد الشام.

## الإستراتيجية العسكرية
في سعي حسن الصباح ورفاقه لنشر المذهب الإسماعيلي في إيران، اعتمد على إستراتيجية عسكرية مختلفة عن تلك السائدة في العصور الوسطى. وتمثلت هذه الإستراتيجية في الاغتيال الانتقائي للشخصيات البارزة في دول الأعداء. بدلا من الخوض في المعارك التقليدية التي تؤدي إلى ايقاع الاف القتلى من الجانبين. ولاجل ذلك اسس حسن الصباح فرقة متكونة من أكثر المخلصين للعقيدة الإسماعيلية وسماها ب«الفدائيين».
وكان الفدائيون مدربين بشكل احترافي على فنون التنكر والفروسية واللسانيات والإسيتراتجيات والقتل. وكان أكثر مايميزهم هو استعدادهم للموت في سبيل تحقيق هدفهم. وكان على الفدائيون الاندماج في جيش الخصم أو البلاط الحاكم بحيث يتمكنوا من الوصول لأماكن إستراتيجية تمكنهم من تنفيذ المهمات المنوطة بهم. وهناك قصة مثيرة يرويها المؤرخ كمال الدين فيقول ان زعيم الحشاشين سنان راشد الدين في سورية أرسل مبعوثا إلى صلاح الدين الايوبي وأمره ان يسلم رسالته اليه دون حضور أحد فأمر صلاح الدين بتفتيشه وعندما لم يجدوا معه شيئا خطيرا أمر صلاح الدين بالمجلس فانفض ولم يعد ثمة سوى عدد قليل من الناس، وأمر المبعوث ان ياتي برسالته، ولكن المبعوث قال: «امرني سيدي الا أقدم الرسالة الا في عدم حضور أحد» فامر صلاح الدين باخلاء القاعة تماما إلا من اثنين من المماليك يقفان عند رأسه وقال: «ائت برسالتك»، ولكن المبعوث اجاب: «لقد أمرت بالا أقدم الرسالة في حضور أحد على الإطلاق» فقال صلاح الدين:«هذان المملوكان لايفترقان عني، فاذا أردت فقدم رسالتك والا فارحل» فقال المبعوث:«لماذا لاتصرف هذين الاثنين كما صرفت الاخرين؟» فأجاب صلاح الدين:«انني اعتبرهما في منزلة أبنائي وهم وأنا واحد» عندئذ التفت المبعوث إلى المملوكين وسألهما:«إذا امرتكما باسم سيدي ان تقتلا هذا السلطان فهل تفعلان؟» فردا قائلين 'نعم'، وجردا سيفهما وقالا:«امرنا بما شئت» فدهش السلطان صلاح الدين وغادر المبعوث المكان وأخذ معه المملوكين.
طيلة ثلاث قرون نفذ الفدائيون اغتيالات ضد الأعداء الدينيين والسياسيين للإسماعيلة، وكانت هذه الهجمات تشن غالبا في الأماكن العامة على مراى ومسمع الجميع لاثارة الرعب. ونادرا مانجا الفدائيون بعد تنفيذ مهامهم، بل انهم لجئوا في بعض الحالات إلى الانتحار لتجنب الوقوع في ايدي الأعداء.
النهج العسكري لدولة الحشاشين كان إلى حدا كبير دفاعيا. فرغم أنتشار الإسماعيليين في المدن إلا أن المعاقل الرئيسية لهم كانت متمثلة في القلاع الحصينة والتي تبنى غالبا فوق قمم الجبال مما يجعلها ملاذا امنا في مواجهة أي غزو محتمل.حيث كان الحشاشون يحرصون على بناء مخازن كبيرة لخزن الماء والطعام داخل القلاع مما يجعلهم قادرين على مواجهة الحصار الطويل. وقد نجحت هذه القلاع في صد أغلب الهجمات الموجهة إليها والصمود لعشرات السنين.

## الموقع
تألفت الدولة من أربع مناطق رئيسية شبه مستقلة، إضافة إلى بعض القلاع المتناثرة في أصفهان والأحواز، وهي:
- رودبار: الموطن الأساسي للنزارية في إيران حين تسلم حسن الصباح زمام الأمور في ألموت. ومن قلاعهم المهمة في هذه المنطقة أيضا: قلعة لمسر وقلعة سامران.
- قومس: وهي المنطقة حول دامغان وسمنان وتضم أيضا الحصن حول سارو.
- قوهستان: جنوبي خراسان، حيث وجد فيها مكتشفات عديدة مؤخرا.
- سورية: كان للنزارية عدد من القلاع سقطت آخرها في يد الظاهر بيبرس سنة 656 هـ. كانت قلعة الكهف المقر الرئيسي للقائد الإسماعيلي سنان راشد الدين إلا أن أهم القلاع هي قلعة مصياف والتي بقيت مركزا حربيا حتى العهد العثماني.[41]

## قائمة الزعماء
|   | الحاكم                         | الحكم     |
| - | ------------------------------ | --------- |
| 1 | حسن الصباح                     | 1094-1124 |
| 2 | بزرك آميد                      | 1124-1138 |
| 3 | محمد بن بزرك آميد              | 1138-1162 |
| 4 | الحسن علي بن حسن القاهر        | 1162-1166 |
| 5 | أعلى محمد بن الحسن علي         | 1166-1210 |
| 6 | جلال الدين حسن بن أعلى محمد    | 1210-1221 |
| 7 | علاء الدين محمد بن الحسن       | 1221-1255 |
| 8 | ركن الدين خورشاه بن علاء الدين | 1255-1256 |

الحكام الإسماعيليين النزاريين في فارس (483 - 654 هـ):

### بصفة دعاة وحجج
- حسن الصباح (483 - 518 هـ)
- كيا بزرك اميد (518 - 532 هـ)
- محمد بن كيا بزرك اميد (532 - 557 هـ)

### بصفة أئمة
- حسن الثاني علي ذكره السلام (557 - 561 هـ)
- نور الدين محمد الثاني (561 - 607 هـ)
- جلال الدين حسن الثالث (607 - 618 هـ)
- علاء الدين محمد الثالث (618 - 653 هـ)
- ركن الدين خورشاه (653 - 654 هـ)[42]